# Cerithiopsis carpenteri
Cerithiopsis carpenteri är en snäckart som beskrevs av Bartsch 1911. Cerithiopsis carpenteri ingår i släktet Cerithiopsis och familjen Cerithiopsidae. Inga underarter finns listade i Catalogue of Life.